# Vasastaden, Göteborg

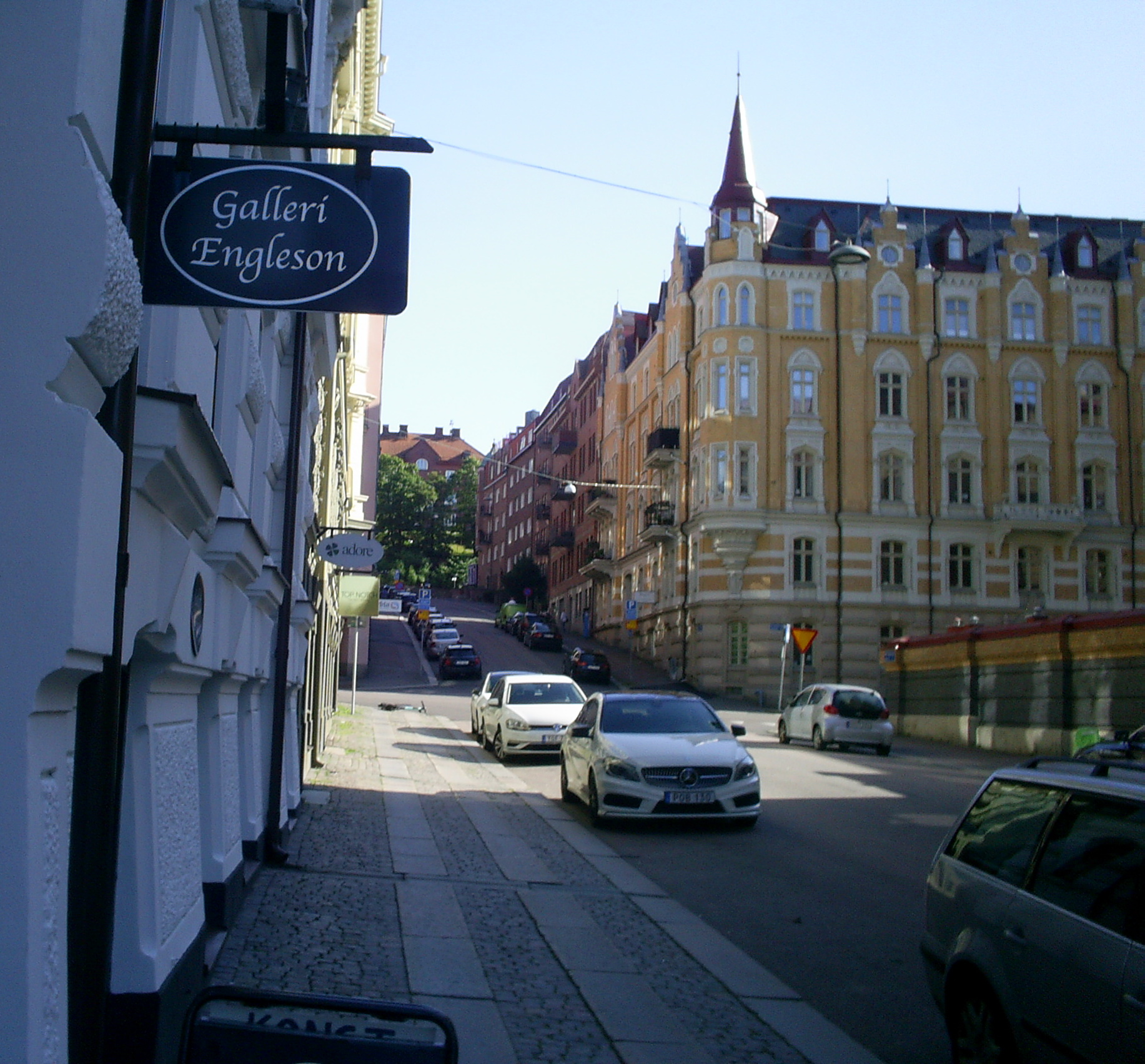
Erik Dahlbergsgatan söderut, 2021.

Vasastaden (informellt Vasastan) är en stadsdel i Göteborg och ett primärområde i stadsområde Centrum i Göteborgs kommun. Området sträcker sig mellan Vasaplatsen och Haga, huvudstråket genom stadsdelen är den breda Vasagatan som är en esplanad, utformad som ett gångstråk i en allé i mitten. Området kallades tidigare Hagaheden. Stadsdelen har en areal på 43 hektar.

## Historia
På platsen för nuvarande Vasastaden, som innan kallades Hagaheden, fanns betesmarker och mindre gårdar. 1922 beskrivs platsen innan dagens bebyggelse som följer:
| ” | Där Vasastadens alla palatser nu ligga utbredde sig den ödsliga Hagaheden, vilken såg ut som en vanlig beteshage med stenar och gyttjepölar, videhäckar och ett och annat magert pilträd. Det var en otrevlig och motbjudande trakt som man egentligen blott besökte för att taga genväg till någon av Hagorna. Ett par tre kojor var det enda som förrådde mänsklig tillvaro; annars var terrängen ett tillhåll för tjuvar och skälmar, vilka trotsade alla efterspaningar. | „ |

Stadsdelen bebyggdes till största delen mellan 1868 och fram till 1920-talet, och här finns en stor mängd välbevarade stenhus. Stadsdelens utformning bestämdes i en stadsplanetävling som utlystes 1861, Sveriges första. Tjugotre förslag kom in, men inget av dem bedömdes vara så bra att det var värt första pris, istället fick två förslag varsitt andra pris. De två förslagen låg till grund för den stadsplan som togs fram 1866. Enligt den så skulle stadsdelen bebyggas med fyrkantiga kvarter och ha breda gator. Inspiration hämtades främst från Wien, men även från Paris, med sina esplanadsystem. Kommittén som tog fram förslaget till 1866 års stadsplan kom fram till att dagens Vasastaden var den del av planen som borde bebyggas först, och då företrädesvis med bostäder. Kommittén skrev om stadsdelen följande:
| ” | ...den för uppförande af boningshus särdeles passande lokalen på Hagaheden torde för stadens utvidgning i den närmaste framtiden företrädesvis böra tagas i anspråk, särdeles som en betydlig del af denna trakt, eller den så kallade Hasselbladska ängen, genast är för staden tillgänglig. Så väl den upphöjda och något sluttande markens sunda beskaffenhet som ock närbelägenheten till stadens mest trafikerade punkter, sedan communicationer dermed blifvit beredda genom åtskilliga hufvudgators utdragning på redan omförmäldt sätt, komma utan tvifvel att göra byggnadsplatser i härstädes föreslagna qvarter mycket begärliga. | „ |

Arkitekt till många av husen i Vasastaden var Johan August Westerberg (1836–1900).

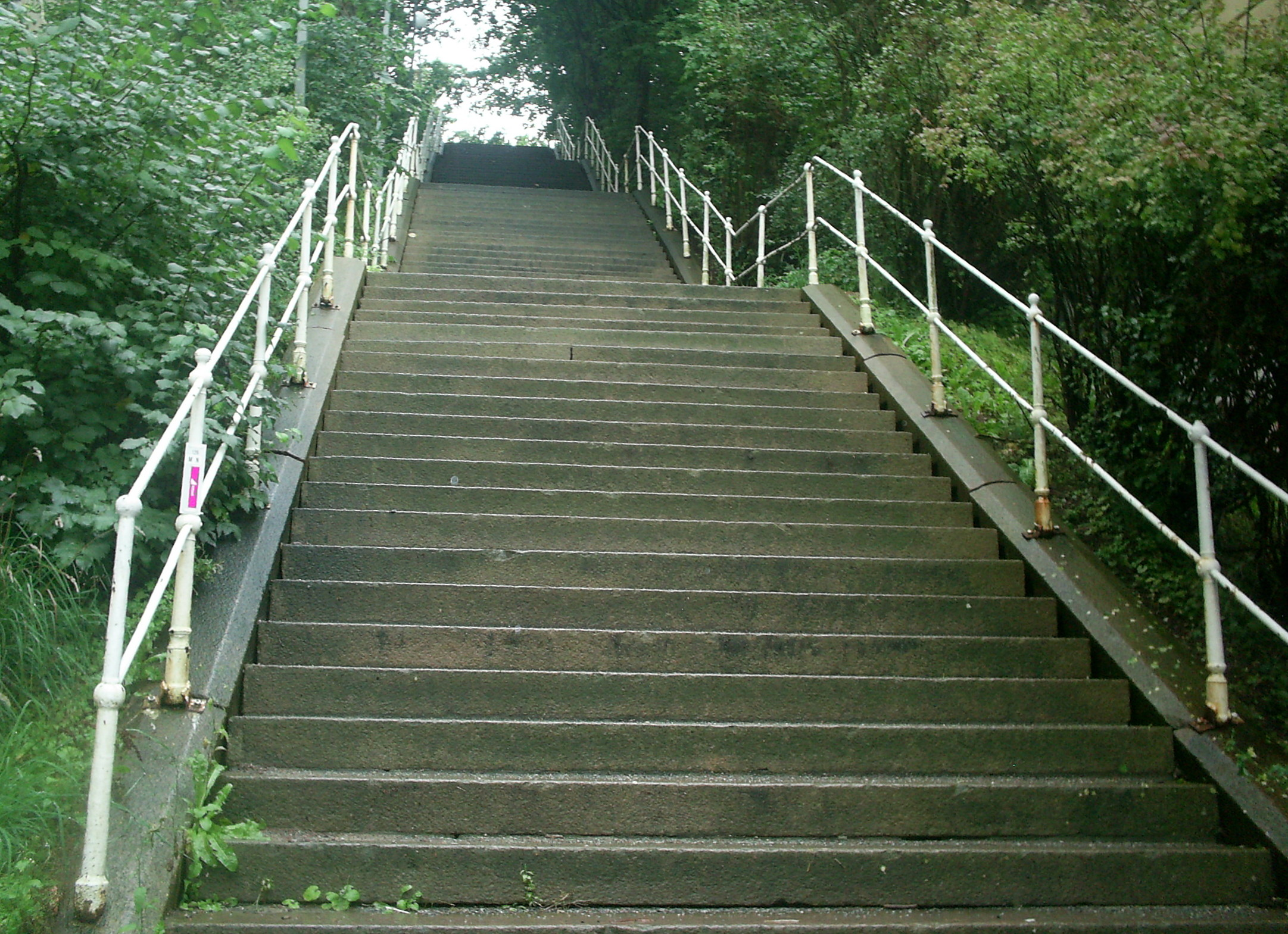
Trappor mellan Nedre Fogelbergsgatan och upp till Fogelbergsparken.

Större delen av södra Vasastaden, upp mot Landala, kallades på 1600- och 1700-talen för Knechte Sletten.

## Byggnadsminnen
Inom stadsdelen finns det fem byggnadsminnen (BM):
- Heymanska villan
- Kvarteret Furan
- Kvarteret Granen
- Nya Elementarläroverket för flickor
- Tomtehuset

## Byggnadskvarter

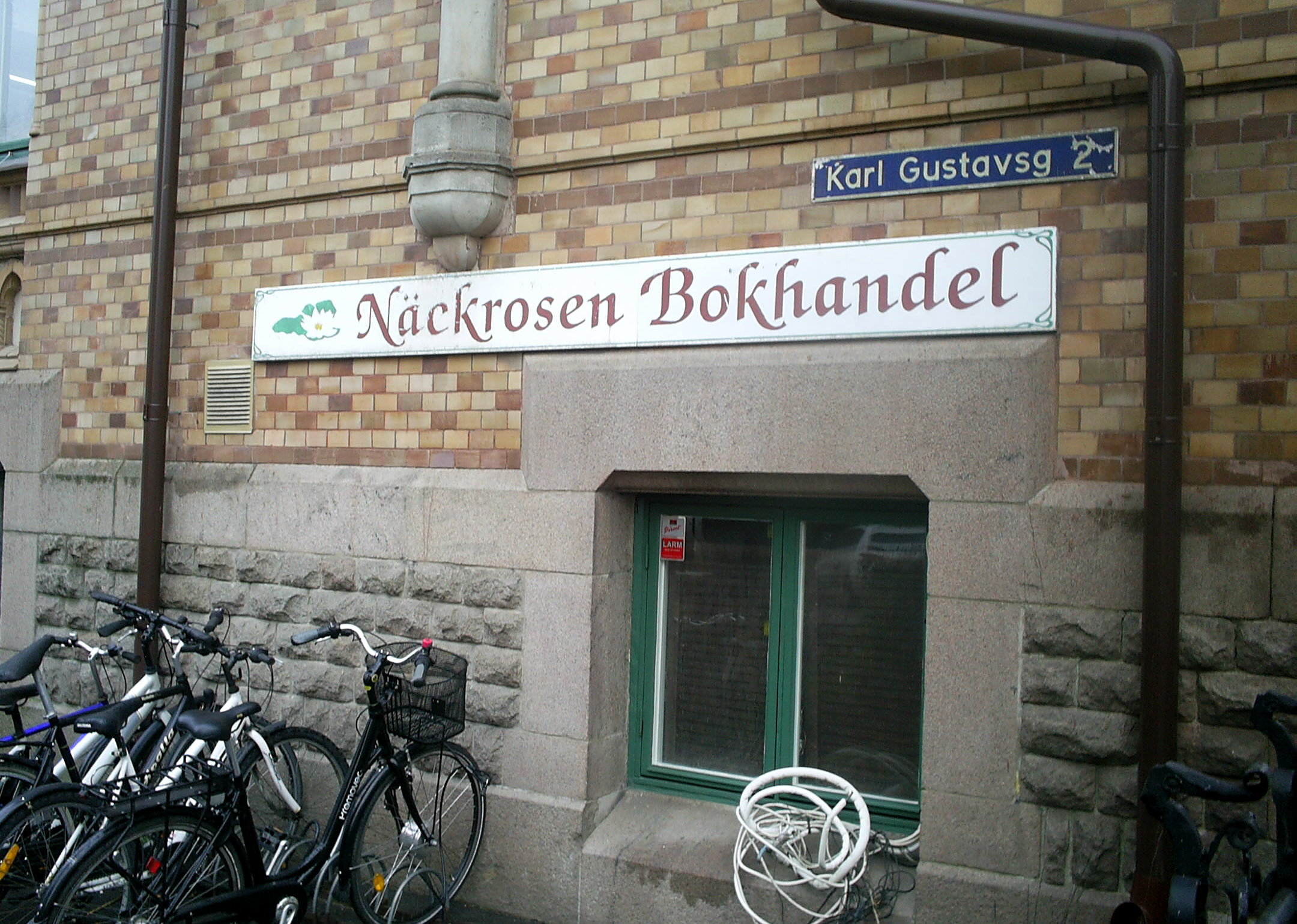
Bokhandeln Näckrosen.

- 1 Kv. Alen
- 2 Kv. Almen - byggt 1875
- 3 Kv. Asken
- 4 Kv. Avenboken
- 5 Kv. Björken
- 6 Kv. Masurbjörken
- 7 Kv. Glasbjörken
- 8 Kv. Boken
- 9 Kv. Apeln
- 10 Kv. Enen
- 11 Kv. Lönnen
- 12 Kv. Furan - byggt 1893
- 13 Kv. Lärkträdet
- 14 Kv. Linden
- 15 Kv. Granen - byggt 1892
- 16 Kv. Sälgen
- 17 Kv. Häggen
- 18 Kv. Hasseln
- 19 Kv. Aspen
- 20 Kv. Oxeln
- 21 Kv. Guldregnet
- 22 Kv. Pilträdet
- 23 Kv. Poppeln
- 24 Kv. Syrenen
- 25 Kv. Cypressen[5]
- 26 Kv. Platanen
- 27 Kv. Rönnen
- 28 Kv. Päronträdet
- 31 Kv. Idegranen
- 32 Kv. Tallen
- 33 Kv. Järneken

## Nyckeltal

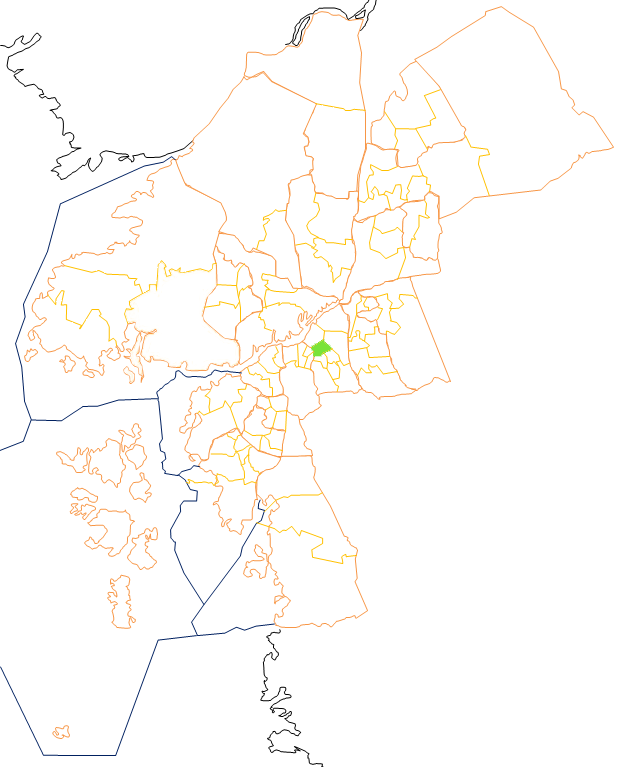
Vasastaden

Nyckeltalen redovisar statistik som beskriver Göteborg och dess 96 delområden, primärområden, per den 31 december och kan användas för att jämföra de olika områdena. Nedan redovisas uppgifter för primärområdet och jämförelse görs mot uppgifterna för hela kommunen.
|                                                           | Vasastaden | Hela Göteborg |
| --------------------------------------------------------- | ---------- | ------------- |
| Folkmängd                                                 | 6 925      | 587 549       |
| Befolkningsförändring 2020–2021                           | -125       | +4 493        |
| Andel födda i utlandet                                    | 19,6 %     | 28,3 %        |
| Andel utrikes födda eller med två utrikes födda föräldrar | 24,6 %     | 38,1 %        |
| Medelinkomst                                              | 426 600 kr | 332 400 kr    |
| Arbetslöshet                                              | 3,5 %      | 6,6 %         |
| Antal ersatta dagar från F-kassan per person (16-64 år)   | 12,6       | 19,5          |
| Andel med eftergymnasial utbildning (minst 3 år)          | 46,7 %     | 37,9 %        |
| Andel bostäder före 1941                                  | 65,5 %     |               |
| Andel bostäder i allmännyttan                             | 4,3 %      | 25,9 %        |
| Antal färdigställda bostäder 2021                         | 0          |               |
| Andel bostäder i småhus                                   | 0,1 %      | 18,3 %        |

## Stadsområdes- och stadsdelsnämndstillhörighet
Primärområdet tillhörde fram till årsskiftet 2020/2021 stadsdelsnämndsområdet Centrum och ingår sedan den 1 januari 2021 i stadsområde Centrum.

### Skönlitteratur
- Gyllenhak, Ulf (1985). Tittskåpet : roman (1. uppl). Bromma: Fripress. Libris 7750730. ISBN 91-85590-97-5 - Roman om en pojkes uppväxt i Vasastaden på 1970-talet.
- Hertzman-Ericson, Gurli (1947). Fönstret mot allén. Stockholm: Norstedt. Libris 1400378